# Iron Fire
Iron Fire är ett danskt power/speed metal-band, grundat 1995.

## Medlemmar
Nuvarande medlemmar
- Martin Steene – sång (1995–2013, 2013– ), basgitarr (2013– )
- Gunnar Olsen – trummor (1998–2000, 2015– )
- Kirk Backarach – gitarr (1995–2013, 2013– )

Tidigare medlemmar
- Steve Mason – trummor (2001–2003)
- Jose Cruz – basgitarr (2002–2003)
- Martin Sunddal – trummor
- Jens Berglid – trummor (2006–2007)
- Johan Jacob "J.J." Høvring Olsen	– gitarr (2006–2008)
- Jeff Lukka – gitarr (2003)
- Kristian H. Martinsen – slagverk, gitarr (1998–2001)
- Kristian "Iver" Iversen – gitarr (1995–2000)
- Jakob Lykkebo – basgitarr (1998–2001)
- Martin Slott – gitarr (1998–2002)
- Morten Plenge – trummor (2001–2003)
- Tony Olsen – trummor (2001)
- Søren Jensen – gitarr (2002–2003)
- Fritz Wagner – trummor (2003–2013)
- Martin Lund – basgitarr (2004–2013, 2013)
- Sigurd Jøhnk-Jensen – trummor (2013–2015)

Turnerande medlemmar
- Marc Masters	– gitarr (2008–2009)
- Kristian Martinsen – basgitarr (2004)
- Jimmi Holm – trummor (2004)
- Rune Stiassny – gitarr (2014– )

## Diskografi
Demo
- Iron Fire (1998)
- Demo 2003 (2003)
- The Underworld (2003)

Studioalbum
- Thunderstorm (2000)
- On the Edge (2001)
- Revenge (2006)
- Blade of Triumph (2007)
- To the Grave (2009)
- Metalmorphosized (2010)
- Voyage Of The Damned (2012)
- Among the Dead (2010)
- Beyond the Void (2019)

Singlar
- "A Token of My Hatred" (2014)
- "Tornado of Sickness" (2016)

EP

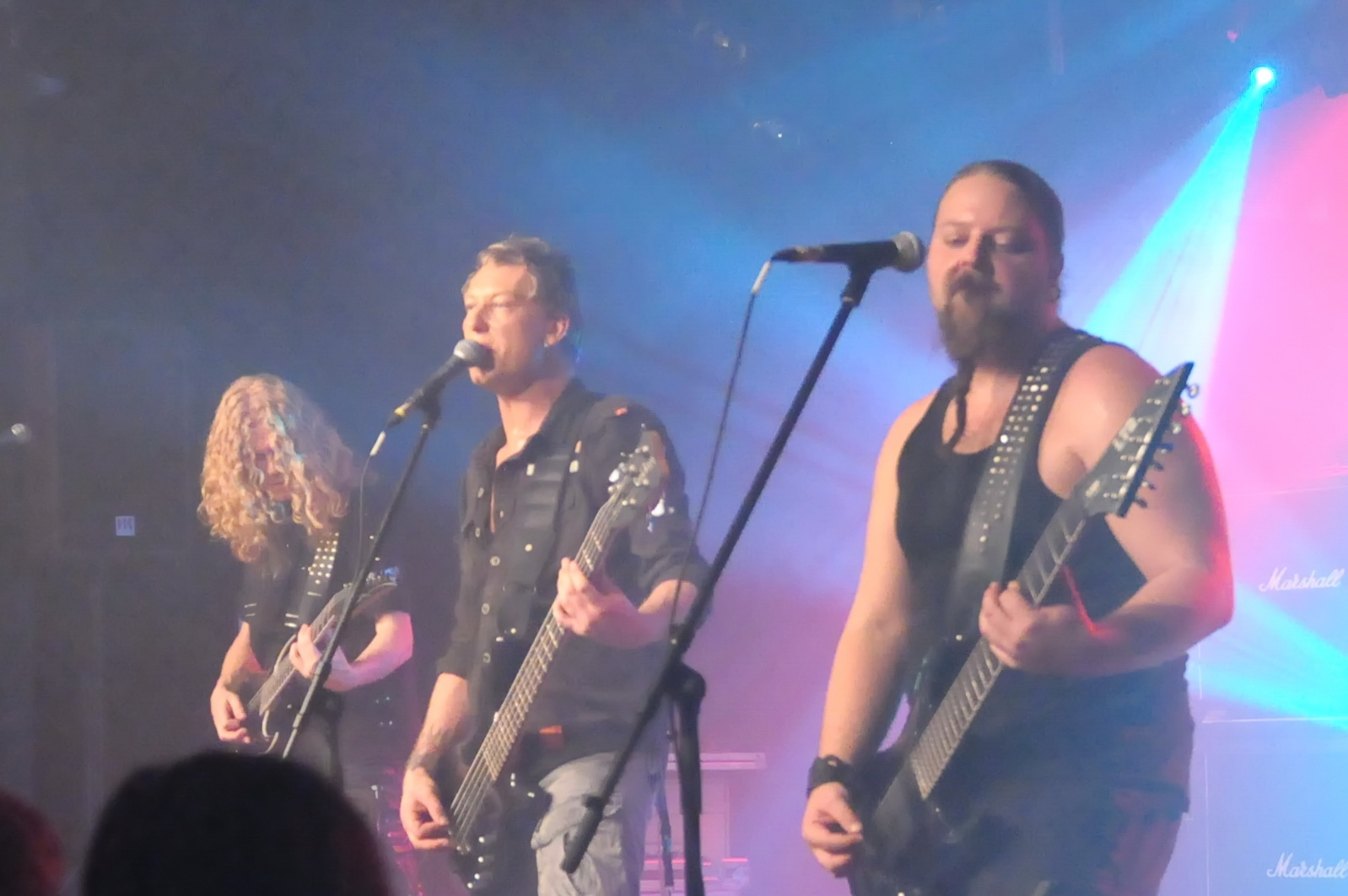
Iron Fire 2014.

- Live in Stuttgart - Official Bootleg 2007 (2018)

Samlingsalbum
- Dawn of Creation: Twentieth Anniversary (2018)